# Concours Eurovision de la chanson 2015
Vous lisez un « bon article » labellisé en 2017.
Building Bridges
- Pays participants qualifiés pour la finale
- Pays participants éliminés en demi-finale
- Pays ayant participé dans le passé

Copenhague 2014 Stockholm 2016
Le Concours Eurovision de la chanson 2015 est la 60e édition du Concours. Il a lieu les 19, 21 et 23 mai 2015 à la Wiener Stadthalle, à Vienne, en Autriche, l'Eurovision 2014 ayant vu la victoire de Conchita Wurst avec la chanson Rise Like a Phoenix. C'est la seconde fois que l'Autriche accueille le Concours après l'édition 1967. Quarante pays participent à cette édition dont le slogan est Building Bridges (en français « Construire des ponts »).
Cette édition est remportée par Måns Zelmerlöw, représentant la Suède, et sa chanson Heroes, avec 365 points. La Russie obtient la deuxième place avec 303 points et l'Italie arrive troisième avec 292 points. Le Top 5 est complété par la Belgique et l'Australie.

## Préparation du Concours
À la suite de la victoire autrichienne au Concours 2014, l'édition 2015 a lieu en Autriche. Les préparations commencent dès la conférence de presse de victoire de Conchita Wurst, dans la nuit du 10 au 11 mai 2014, lorsque Jon Ola Sand remet aux représentants du diffuseur autrichien ORF les premiers documents concernant l'organisation du Concours. Le pays accueille le Concours pour la deuxième fois, après l'avoir accueilli à Vienne en 1967.

### Lieu

#### Critères d'accueil
Le 29 mai 2014, le diffuseur ORF publie les critères nécessaires à l'accueil du Concours que la ville hôte ainsi que la salle en elle-même doivent satisfaire :
- la salle d'accueil du Concours doit être disponible pour les six à sept semaines précédant le Concours et la semaine le suivant ;
- la date privilégiée pour la finale est le 23 mai 2015 ;
- la salle ne doit accueillir aucun autre événement la semaine du Concours ;
- la salle ne doit pas être à ciel ouvert, elle doit être climatisée et isolée phoniquement avec une hauteur sous plafond d'au moins 15 m ;
- la salle doit avoir un minimum de 10 000 places ;
- la green room doit pouvoir se situer dans la salle ou à proximité, avec une capacité d'au moins 300 personnes ;
- un espace de 6 000 m2 doit être prévu pour les stands d'approvisionnement, les salles de diffusion, de maquillage, les espaces de rangements des costumes, différents bureaux séparés, ainsi que les cabines pour environ 50 commentateurs ;
- un espace de 4 000 m2 doit être prévu pour le centre de presse, avec une capacité d'au moins 1 500 journalistes, et devra être ouvert du 11 au 24 mai 2015.

#### Sélection de la ville hôte
| \| 100 km1:5 838 000 Ville hôte Ville présélectionnée Ville candidate \| Graz Innsbruck Klagenfurt Oberwart Unterpremstätten Vienne Wels |
| 100 km1:5 838 000 Ville hôte Ville présélectionnée Ville candidate                                                                       |

| 100 km1:5 838 000 Ville hôte Ville présélectionnée Ville candidate |

Durant les semaines suivant la victoire de Conchita Wurst au Concours 2014, une période de dépôt de candidatures est ouverte pour les différents lieux souhaitant accueillir le Concours 2015. Au 12 juin 2014, à la clôture de cette période, sept villes et douze sites se sont portés candidats officiels. Certains projets impliquant un lieu à ciel ouvert, ils ne sont pas retenus en vertu des critères d'accueil préalablement définis. Le 21 juin, le télédiffuseur autrichien annonce avoir retenu trois sites pour la suite du processus de sélection : la Stadthalle Graz, à Graz ; l'Olympiahalle, à Innsbruck ; et la Wiener Stadthalle, à Vienne. Finalement, l'UER et le groupe ORF annoncent le 6 août que le Concours se tiendrait à Vienne au complexe multisport de la Wiener Stadthalle.
| Ville                         | Salle                    | Notes |
| Ville hôte                    | Ville hôte               | Ville hôte |
| ----------------------------- | ------------------------ | --- |
| Vienne                        | Wiener Stadthalle        | Accueille annuellement le tournoi de tennis de Vienne.                                                                                  |
| Candidatures présélectionnées |                          | |
| Graz                          | Stadthalle Graz          | A accueilli le championnat d'Europe masculin de handball 2010.                                                                          |
| Innsbruck                     | Olympiahalle             | A accueilli des matchs de hockey sur glace et des compétitions de patinage artistique lors des Jeux olympiques d'hiver de 1964 et 1976. |
| Candidatures non-retenues     |                          | |
| Klagenfurt                    | Hypo Group Arena         | A accueilli des matchs du championnat d'Europe de football 2008.                                                                        |
| Oberwart                      | Eventzentrum Oberwart    | — |
| Unterpremstätten              | Schwarzl Freizeitzentrum | — |
| Vienne                        |                          | |
| Château de Schönbrunn         | —                        | |
| Heldenplatz                   | —                        | |
| Hippodrome de Krieau          | —                        | |
| Marx Halle                    | —                        | |
| Aéroport de Vienne-Schwechat  | —                        | |
| Wels                          | Messehalle               | — |

### Organisation

La Wiener Stadthalle, lieu d'accueil du Concours 2015.

Les dates du Concours sont initialement fixées aux 12, 14 et 16 mai 2015. Cependant, le diffuseur ORF et l'UER se sont accordés pour que le Concours ait finalement lieu une semaine plus tard, soit le mardi 19, le jeudi 21 et le samedi 23 mai 2015.
Le budget alloué par l'ORF est d'environ 25 M€, et celui donné par la ville de Vienne est de 8,89 M€. Le budget total du Concours 2015 s'élève donc à près de 34 M€.

### Partenaires
L'Eurovision 2015 se déroule en partenariat avec plusieurs entreprises. Les partenaires dits « officiels » sont : Riedel Communications — pour la dixième année consécutive —, ainsi que Austrian Airlines, Microsoft, Osram et Österreichische Post, tous partenaires pour la première fois. On retrouve également d'autres partenaires, dits « nationaux ». Ce sont : A1 Telekom Austria, Almdudler, Altstoff Recycling Austria, Österreichisches Verkehrsbüro, le Ministère fédéral de l'Agriculture autrichien,
Casinos Austria, Österreichische Lotterien, Eskimo, Humanic, Kelly, Landhof et l'ÖBB.

### Logotype et slogan

Première version du logo générique, utilisée entre 2004 et 2014

Nouvelle version du logo générique, mise en place en 2015.

Pour cette édition, l'UER décide de faire évoluer le logo après avoir utilisé le même pendant dix ans. Le principe reste le même : le mot Eurovision écrit en caractères stylisés, la lettre v en forme de cœur contenant le drapeau du pays hôte, les mots Song Contest, le nom de la ville hôte et l'année écrits en dessous.
Il existe quelques différences majeures. Tout d'abord, le drapeau, auparavant droit dans le v stylisé, est désormais incliné. Ensuite, les lettres sont désormais de la même taille tandis que le cœur du v a une forme différente. Enfin, les mentions suscrites sont écrites dans une police différente,.
Le slogan de cette édition, révélé le 11 septembre 2014 est Building Bridges (en français : « Construire des ponts »). Le directeur général du diffuseur, Alexander Wrabetz, commente : « Avec le Concours à Vienne, nous voulons que la musique bâtisse des ponts à travers les frontières, les cultures et les langues. À la lumière du pouvoir unifiant de ce grand événement européen, nous invitons tout le monde à construire des ponts et à se donner la main. »
Enfin, le logo de cette édition est révélé le 25 novembre 2014. Il comporte une vague faite de sphères, représentant à la fois l'unité et la diversité. Ses couleurs représentent l'individualisme, la diversité des artistes, des chansons et de l'audience, ainsi que la construction de ponts musicaux.
L'idée du slogan, Building Bridges, a été reprise dans les traditionnelles cartes postales introduisant chaque prestation. En effet, dans celles-ci, les participants reçoivent dans leur pays une invitation vers un des neuf états fédérés d'Autriche puis se rendent là où ils sont invités afin de participer à une tâche en particulier.

### Présentatrices

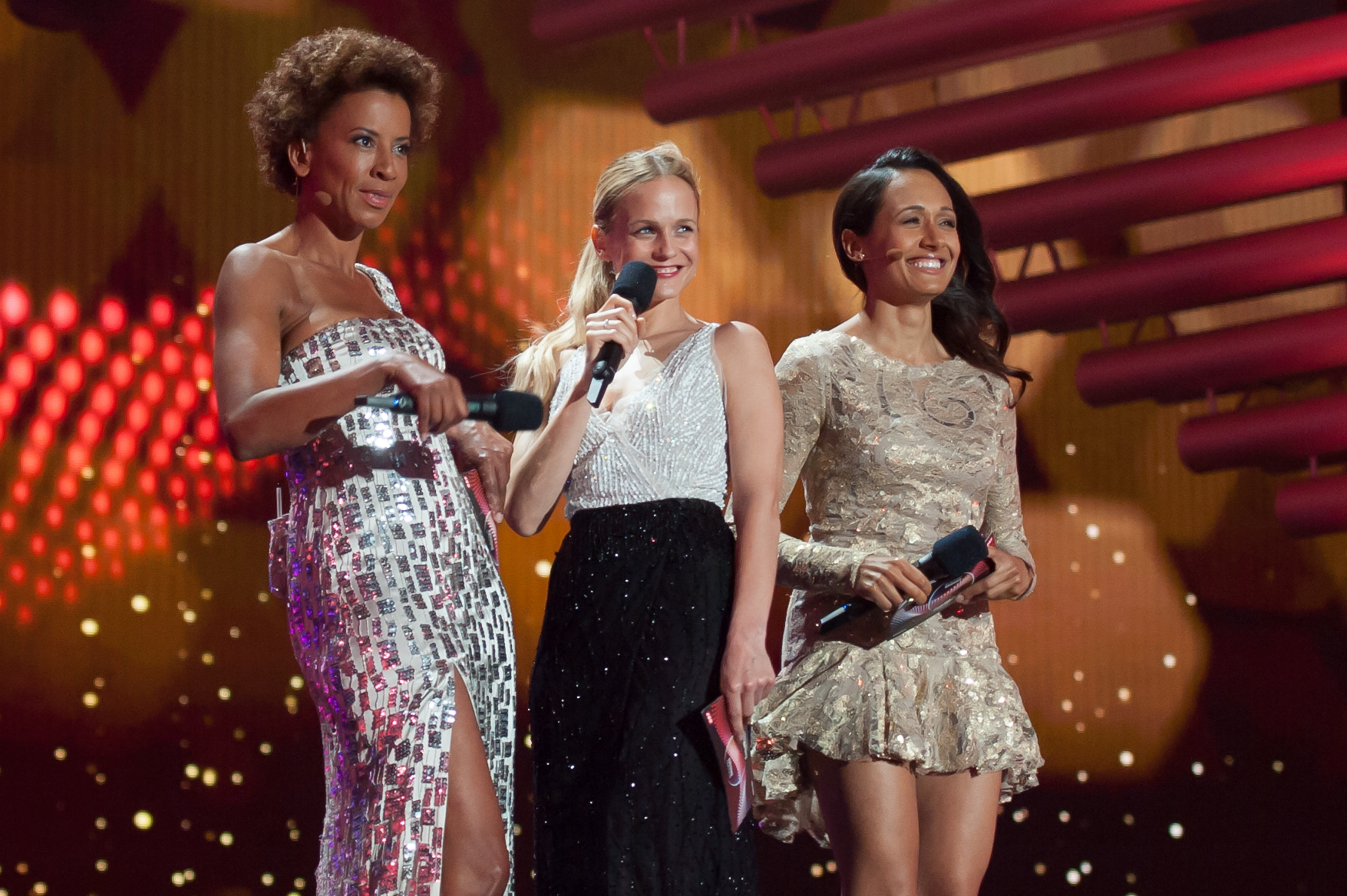
Les trois présentatrices du Concours, de gauche à droite : Arabella Kiesbauer, Mirjam Weichselbraun et Alice Tumler.

Annoncées le 19 décembre 2014, les présentatrices sont Mirjam Weichselbraun, actrice et présentatrice de télévision autrichienne, ayant présenté entre autres la version locale de Danse avec les stars ; Alice Tumler, présentatrice franco-autrichienne ayant travaillé pour Arte et France 3 auparavant ; et Arabella Kiesbauer, présentatrice autrichienne principalement connue pour avoir eu son propre talk-show de 1994 à 2004 sur la chaîne allemande ProSieben. Dans la Green Room, l'animation est faite par Conchita Wurst.

## Concours

### Liste des participants
La liste officielle des participants est dévoilée le 23 décembre 2014,. Elle indique la participation de trente-neuf pays pour cette 60e édition. Parmi eux, trois pays font leur retour en 2015 : la Serbie et Chypre reviennent après avoir tous deux manqué l'édition 2014. La Tchéquie revient, quant à elle, après une absence de cinq années, ayant participé pour la dernière fois en 2009. L'année 2015 marque également le retrait de l'Ukraine pour des raisons politiques et financières. C'est la première fois depuis les débuts du pays en 2003 que l'Ukraine ne participera pas au Concours.
La participation de la Grèce est sujette à de nombreux aléas. Bien qu'ayant reçu et accepté l'invitation de l'UER, le groupe audiovisuel grec NERIT ne possède alors pas le statut de membre de l'UER. En effet, depuis la disparition de ERT en 2013, la Grèce n'a plus aucun groupe audiovisuel membre de l'union et une dérogation pour la participation à l'Eurovision ne peut pas être réattribuée au pays comme lors du Concours 2014. Il faut alors attendre l'Assemblée Générale de l'UER, les 4 et 5 décembre 2014, pour que soit décidé si oui ou non le groupe grec obtienne le statut de membre. La candidature étant finalement acceptée, la participation grecque au Concours est à nouveau possible pour 2015 et les années à venir.
Le Concours 2015 marque une grande nouveauté dans le Concours : l'Australie est invitée à participer au Concours. Le pays diffuse le Concours Eurovision de la chanson depuis plus de trente ans et s'est impliquée de façon importante lors du Concours 2014 avec un entracte pour la deuxième demi-finale. Pour ces raisons et afin de célébrer la 60e édition du Concours avec un événement nouveau, le pays est exceptionnellement invité à concourir en 2015, devenant alors 40e pays participant. Le pays est automatiquement qualifié en finale, afin de ne pas compromettre les chances de qualification des pays européens, ainsi qu'en raison du fait qu'il était prévu que ce soit la seule participation du pays, portant le nombre de finalistes à 27. Comme tout pays participant, l'Australie a bien sûr le droit de vote et peut recevoir des points. Cependant, le pays peut voter durant les deux demi-finales, contrairement aux pays d'Europe, qui ne peuvent voter que lors d'une seule.
Par ailleurs, dix pays ayant déjà participé au Concours ne participeront pas en 2015. Le diffuseur ukrainien indique se retirer pour des raisons financières ainsi qu'en raison du conflit armé au Donbass. La Bosnie-Herzégovine et la Bulgarie ont toutes deux soumis une inscription préliminaire, avant de se retirer pour des raisons financières,. La Croatie justifie également son absence par des motifs financiers. En Turquie, Yağmur Tüzün, responsable des relations publiques internationales à TRT, annonce officiellement en août 2014 que la Turquie n'enverra pas de candidat pour la représenter lors de cette édition et que l'avenir concernant la participation du pays au concours est incertain. La Turquie organise en effet depuis 2013 son propre concours, le Concours Türkvizyon de la chanson, auquel ne participent que les nations et régions de langues turques. Quelques jours après la victoire autrichienne de 2014, Volkan Bozkır, président du comité des affaires étrangères au parlement turc, a déjà affirmé que la Turquie ne participerait plus à l'Eurovision. Les raisons invoquées sont les qualifications automatiques du Big Five, le vote 50/50 jury/téléspectateurs et, surtout, le côté gay-friendly du concours, récemment renforcé par le baiser entre la Finlandaise Krista Siegfrids et l'une de ses vocalistes en 2013, et la victoire de Conchita Wurst en 2014, deux concours que la Turquie n'a pas diffusés. Enfin, Andorre, le Luxembourg, le Maroc, Monaco et la Slovaquie annoncent leur non-participation sans citer de raisons.

### Tirage au sort des demi-finales

Pays participant à la première demi-finale
Pays pré-qualifié votant dans la première demi-finale
Pays participant à la deuxième demi-finale
Pays pré-qualifié votant dans la deuxième demi-finale
Pays pré-qualifié votant lors des deux demi-finales

Pour répartir les pays dans les différentes demi-finales, un tirage au sort se déroule. Lors de ce même tirage au sort, les pays qualifiés d'office pour la finale — l'Autriche, pays hôte, ainsi que les cinq principaux contributeurs financiers de l'UER : l'Allemagne, l'Espagne, la France, l'Italie et le Royaume-Uni — tirent, pour leur part, la demi-finale durant laquelle ils auront le droit de vote.
Préalablement au tirage, l'Allemagne a demandé à voter lors de la deuxième demi-finale, ce qui lui a été accordé.
Ce tirage a lieu le 26 janvier 2015 et est en fonction des lots suivants, basés sur les tendances des votes lors des dix Concours précédents :
| Lot 1                                                                   | Lot 2                                                                  | Lot 3                                                                        | Lot 4                                                          | Lot 5                                                           |
| ----------------------------------------------------------------------- | ---------------------------------------------------------------------- | ---------------------------------------------------------------------------- | -------------------------------------------------------------- | --------------------------------------------------------------- |
| - Albanie - Macédoine - Malte - Monténégro - Serbie - Slovénie - Suisse | - Danemark - Estonie - Finlande - Islande - Lettonie - Norvège - Suède | - Arménie - Azerbaïdjan - Biélorussie - Géorgie - Israël - Lituanie - Russie | - Belgique - Chypre - Grèce - Irlande - Pays-Bas - Saint-Marin | - Hongrie - Moldavie - Pologne - Portugal - Tchéquie - Roumanie |

### Artistes de retour
L'édition 2015 voit deux artistes ayant déjà concouru revenir pour une deuxième participation.
| Pays        | Artiste                              | Année précédente |
| ----------- | ------------------------------------ | ---------------- |
| Arménie     | Inga Arshakyan (membre de Genealogy) | 2009             |
| Azerbaïdjan | Elnur Hüseynov                       | 2008             |

Le duo saint-marinais Michele Perniola et Anita Simoncini ont quant à eux participé à des éditions junior du concours, respectivement 2013 pour Michele et 2014 pour Anita en tant que membre du groupe The Peppermints.

### Répétitions

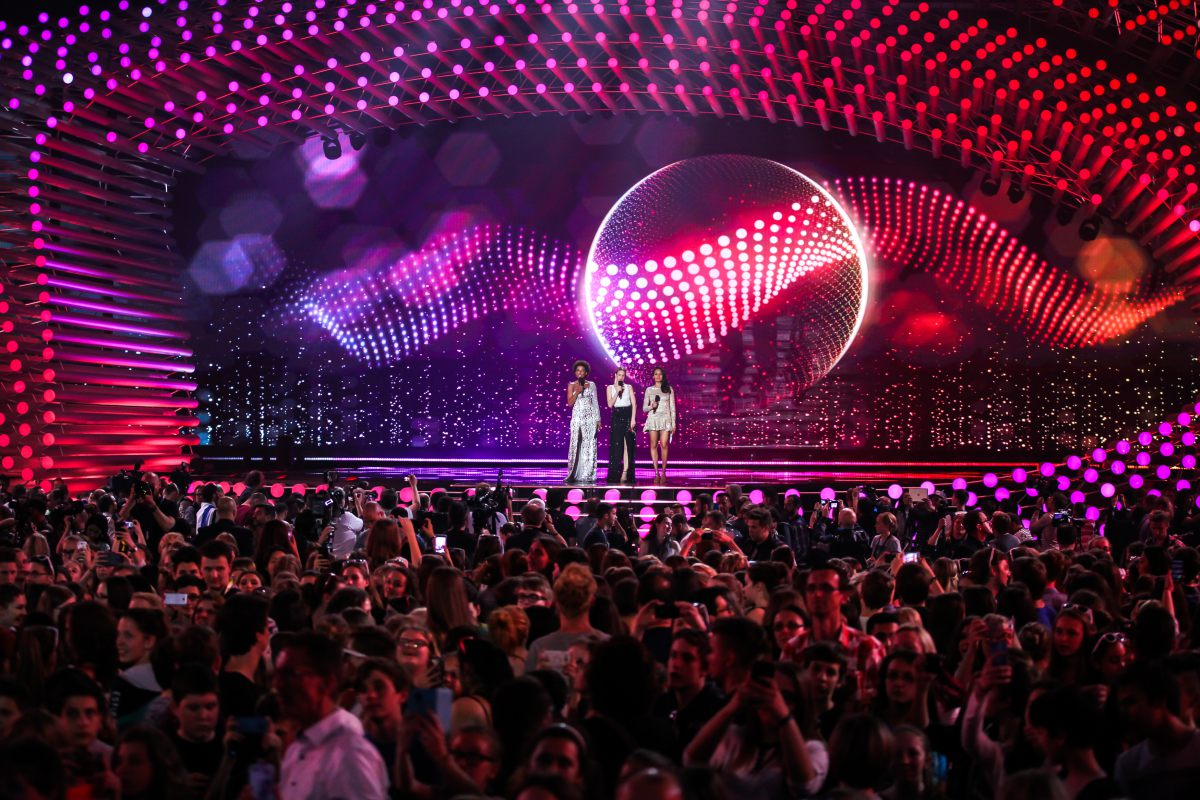
Scène de la du Concours.

Les répétitions des demi-finalistes se déroulent la semaine précédant le concours, du 11 au 16 mai 2015. Chaque participant bénéficie de deux répétitions individuelles. La première d'une durée de 30 minutes, la seconde d'une durée de 20 minutes, se déroulant dans l'ordre de passage des demi-finales. Les pays qualifiés d'office — l'Autriche, l'Australie et le Big Five — ont également deux répétitions : la première le dimanche 17 mai 2015 et la seconde le mercredi 20 mai 2015. Deux conférences de presse par participant sont également prévues : une après chaque répétition.
Les répétitions générales sont au nombre de trois par show : deux la veille et une le jour-même. La deuxième répétition générale, qui a lieu la veille du show à la même heure, est la répétition durant laquelle les jurys nationaux enregistrent leurs votes. Elle est donc d'une grande importance pour les participants.

### Première demi-finale
Cette demi-finale a lieu le mardi 19 mai 2015. L'Autriche, l'Australie, l'Espagne et la France votent lors de cette demi-finale. Le groupe Pertti Kurikan Nimipäivät, représentant la Finlande avec la chanson Aina mun pitää, a — à ce jour — la chanson la plus courte de l'histoire du concours. En effet, elle dure 1 minute et 37 secondes. Le précédent record était d'1 minute et 52 secondes : il s'agissait de la chanson All de Patricia Bredin, qui représentait le Royaume-Uni en 1957.
Les dix pays qualifiés de cette demi-finale sont : l'Arménie, la Belgique, la Grèce, l'Estonie, la Serbie, la Hongrie, la Russie, l'Albanie, la Roumanie et la Géorgie. C'est la première qualification albanaise depuis l'édition 2012. À l'inverse, le Danemark manque la qualification pour la première fois depuis 2007.
- Qualifiés
- Dernier

| Ordre | Pays        | Artiste                   | Chanson                      | Langue           | Place | Points |
| ----- | ----------- | ------------------------- | ---------------------------- | ---------------- | ----- | ------ |
| 01    | Moldavie    | Eduard Romanyuta          | I Want Your Love             | Anglais          | 11    | 41     |
| 02    | Arménie     | Genealogy                 | Face the Shadow              | Anglais          | 7     | 77     |
| 03    | Belgique    | Loïc Nottet               | Rhythm Inside                | Anglais          | 2     | 149    |
| 04    | Pays-Bas    | Trijntje Oosterhuis       | Walk Along                   | Anglais          | 14    | 33     |
| 05    | Finlande    | Pertti Kurikan Nimipäivät | Aina mun pitää               | Finnois          | 16    | 13     |
| 06    | Grèce       | María Élena Kyriákou      | One Last Breath              | Anglais          | 6     | 81     |
| 07    | Estonie     | Elina Born et Stig Rästa  | Goodbye to Yesterday         | Anglais          | 3     | 105    |
| 08    | Macédoine   | Daniel Kajmakoski         | Autumn Leaves                | Anglais          | 15    | 28     |
| 09    | Serbie      | Bojana Stamenov           | Beauty Never Lies            | Anglais          | 9     | 63     |
| 10    | Hongrie     | Boggie                    | Wars for Nothing             | Anglais          | 8     | 67     |
| 11    | Biélorussie | Uzari et Maïmouna         | Time                         | Anglais          | 12    | 39     |
| 12    | Russie      | Polina Gagarina           | A Million Voices             | Anglais          | 1     | 182    |
| 13    | Danemark    | Anti Social Media         | The Way You Are              | Anglais          | 13    | 33     |
| 14    | Albanie     | Elhaida Dani              | I'm Alive                    | Anglais          | 10    | 62     |
| 15    | Roumanie    | Voltaj                    | De la capăt (All over Again) | Roumain, anglais | 5     | 89     |
| 16    | Géorgie     | Nina Sublatti             | Warrior                      | Anglais          | 4     | 98     |

### Deuxième demi-finale
Cette demi-finale a lieu le jeudi 21 mai 2015. L'Allemagne, l'Australie, l'Italie et le Royaume-Uni votent lors de cette demi-finale.
Les dix pays qualifiés de cette demi-finale sont : la Lituanie, le Monténégro, la Norvège, Israël, la Lettonie, l'Azerbaïdjan, la Suède, Chypre, la Slovénie et la Pologne. Israël se qualifie ainsi pour la première fois depuis 2010 et Chypre pour la première fois depuis 2012. La Lettonie se qualifie après six ans d'échec et une dernière finale en 2008. Par ailleurs, la Lituanie se qualifie également. 2015 est donc la première année depuis 2002 à voir les trois pays baltes en finale. À l'inverse, l'Islande ne se qualifie pas pour la première fois depuis 2007 et Malte échoue pour la première fois depuis 2011.
- Qualifiés
- Dernier

| Ordre | Pays        | Artiste                             | Chanson                      | Langue      | Place | Points |
| ----- | ----------- | ----------------------------------- | ---------------------------- | ----------- | ----- | ------ |
| 01    | Lituanie    | Monika Linkytė et Vaidas Baumila    | This Time                    | Anglais     | 7     | 67     |
| 02    | Irlande     | Molly Sterling                      | Playing with Numbers         | Anglais     | 12    | 35     |
| 03    | Saint-Marin | Michele Perniola et Anita Simoncini | Chain of Lights              | Anglais     | 16    | 11     |
| 04    | Monténégro  | Knez                                | Adio                         | Monténégrin | 9     | 57     |
| 05    | Malte       | Amber                               | Warrior                      | Anglais     | 11    | 43     |
| 06    | Norvège     | Mørland et Debrah Scarlett          | A Monster Like Me            | Anglais     | 4     | 123    |
| 07    | Portugal    | Leonor Andrade                      | Há um mar que nos separa     | Portugais   | 14    | 19     |
| 08    | Tchéquie    | Marta Jandová et Václav Noid Bárta  | Hope Never Dies              | Anglais     | 13    | 33     |
| 09    | Israël      | Nadav Guedj                         | Golden Boy                   | Anglais     | 3     | 151    |
| 10    | Lettonie    | Aminata                             | Love Injected                | Anglais     | 2     | 155    |
| 11    | Azerbaïdjan | Elnur Hüseynov                      | Hour of the Wolf             | Anglais     | 10    | 53     |
| 12    | Islande     | María Ólafsdóttir                   | Unbroken                     | Anglais     | 15    | 14     |
| 13    | Suède       | Måns Zelmerlöw                      | Heroes                       | Anglais     | 1     | 217    |
| 14    | Suisse      | Mélanie René                        | Time to Shine                | Anglais     | 17    | 4      |
| 15    | Chypre      | Yánnis Karayánnis                   | One Thing I Should Have Done | Anglais     | 6     | 87     |
| 16    | Slovénie    | Maraaya                             | Here for You                 | Anglais     | 5     | 92     |
| 17    | Pologne     | Monika Kuszyńska                    | In the Name of Love          | Anglais     | 8     | 57     |

### Finale
La finale a lieu le samedi 23 mai 2015. Le pays hôte, l'Autriche, tire au sort le numéro 14 dans l'ordre de passage pour la finale lors du Meeting des Délégations le 16 mars 2015. Après leur seconde répétition, les pays du Big 5 et l'Australie procèdent à un tirage au sort déterminant dans quelle partie de la finale ils concourront. Pour les vingt qualifiés, une conférence de presse est organisée à la suite de chaque demi-finale durant laquelle un tirage au sort similaire a ensuite lieu,. L'ordre de passage de la finale est ainsi annoncé dans la nuit suivant la deuxième demi-finale.

#### Entracte
Il est annoncé le 18 mars 2015 que l'entracte sera assuré par le percussionniste Martin Grubinger, avec une performance et une composition spécialement conçues pour cet entracte. Il dit vouloir « présenter à quel point la tradition musicale autrichienne est fascinante et diverse ». Conchita Wurst interprète pour sa part ses chansons Firestorm et You are Unstoppable.

#### Vote
Le vote est marqué par quelques problèmes techniques. En effet, trois communications « avec le Portugal, l'Estonie puis la Géorgie » sont interrompues et les porte-paroles doivent être recontactés après les autres pays.
Après un léger flottement initial, la Suède, la Russie, l'Italie, la Belgique et l'Australie se démarquent. Ces deux derniers se font petit à petit distancer alors que la Russie mène initialement le vote. C'est le vote britannique qui permet à la Suède de reprendre la tête de façon définitive. La Suède et l'Italie, respectivement 1re et 3e du classement, ont reçu des points de chaque pays sans exception. La Russie, 2e, n'a pas reçu de point de deux pays : la Lituanie et Saint-Marin. Comme les deux années précédentes, le vainqueur est annoncé dès lors qu'il est mathématiquement impossible de le battre. Ici, le 36e vote, le vote chypriote marque la victoire suédoise.

#### Résultats

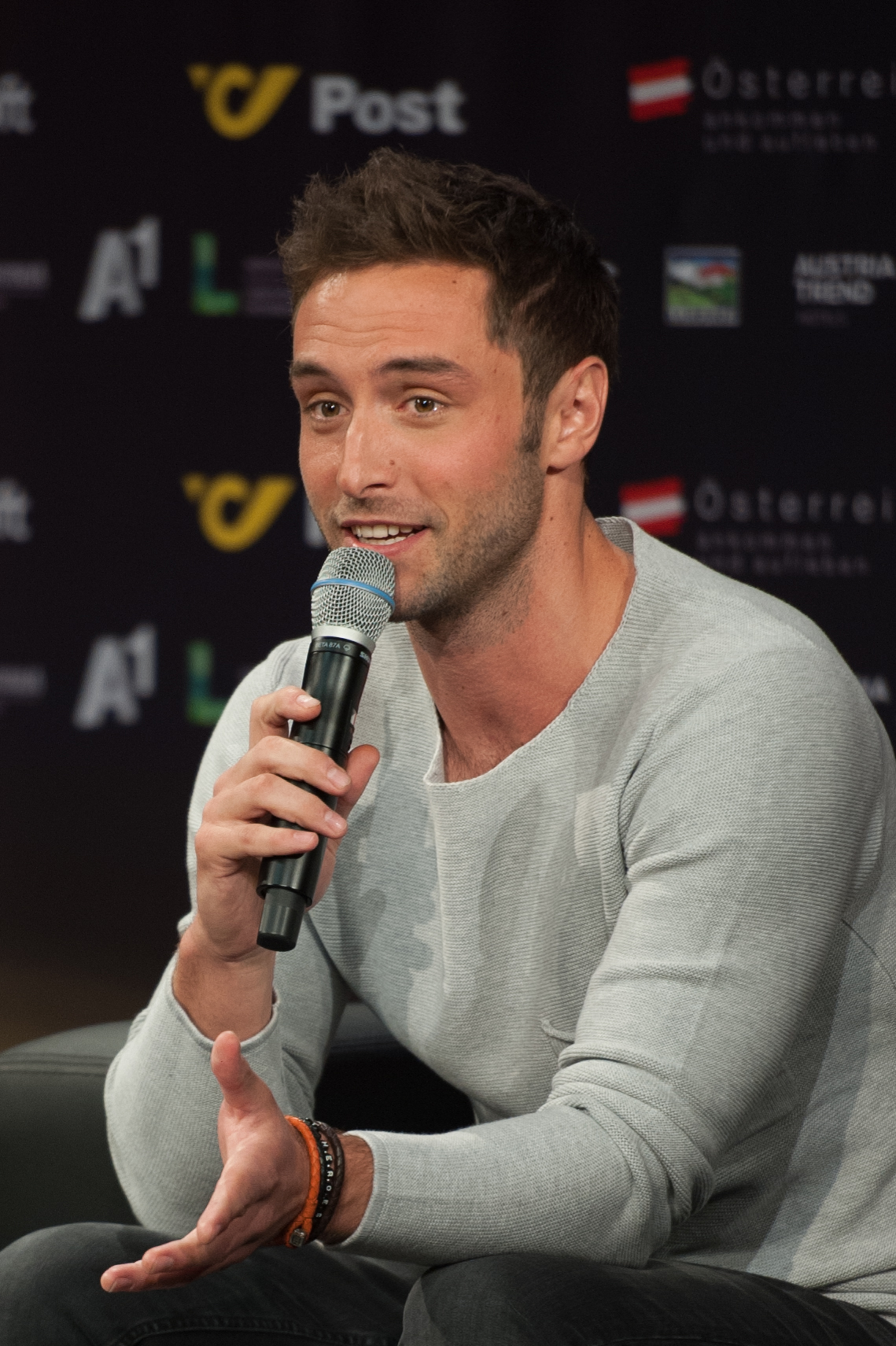
Måns Zelmerlöw, vainqueur du Concours Eurovision de la chanson 2015.

La victoire est remportée par la Suède, grâce à Måns Zelmerlöw et à sa chanson Heroes. C'est la sixième victoire du pays, qui devient donc le deuxième pays en termes de victoires, derrière l'Irlande et ses sept titres. Måns Zelmerlöw obtient 365 points et devient donc le troisième vainqueur à dépasser la barre des 300 points après Alexander Rybak en 2009 et Loreen en 2012. Il est également le premier artiste masculin solo à remporter le Concours depuis 2009. La Russie termine deuxième avec 303 points ; elle est ainsi le premier pays à recevoir plus de 300 points et à être deuxième. L'Italie complète le podium avec 292 points.
C'est la première fois que les trois premiers pays obtiennent plus de 250 points, et même plus de 290 points, dépassant ainsi le score de certains vainqueurs des années précédentes.
Le Top 5 est complété par la Belgique avec 217 points, qui est donc le premier pays de l'histoire à se classer quatrième en obtenant plus de 200 points, et l'Australie avec 196 points, qui obtient un très bon score pour ses débuts. La Lettonie, l'Estonie, la Norvège, Israël, la Serbie complètent le Top 10.
Hormis l'Italie, aucun pays du Big Five n'atteint le Top 10. L'Espagne est 21e, le Royaume-Uni 24e, la France 25e et l'Allemagne ne récolte aucun point. L'Autriche, pays hôte, termine également sans se voir attribuer de points. C'est la première fois depuis 1997 que deux pays ne se voient gratifiés d'aucun point en finale. C'est aussi la première depuis 1958 que le pays hôte — et donc, le vainqueur de l'année précédente — termine dernier.
- Premier
- Deuxième
- Troisième
- Dernier

| Ordre | Pays         | Artiste                          | Chanson                      | Langue           | Place | Points |
| ----- | ------------ | -------------------------------- | ---------------------------- | ---------------- | ----- | ------ |
| 01    | Slovénie     | Maraaya                          | Here for You                 | Anglais          | 14    | 39     |
| 02    | France       | Lisa Angell                      | N'oubliez pas                | Français         | 25    | 4      |
| 03    | Israël       | Nadav Guedj                      | Golden Boy                   | Anglais          | 9     | 97     |
| 04    | Estonie      | Elina Born et Stig Rästa         | Goodbye to Yesterday         | Anglais          | 7     | 106    |
| 05    | Royaume-Uni  | Electro Velvet                   | Still in Love with You       | Anglais          | 24    | 5      |
| 06    | Arménie      | Genealogy                        | Face the Shadow              | Anglais          | 16    | 34     |
| 07    | Lituanie     | Monika Linkytė et Vaidas Baumila | This Time                    | Anglais          | 18    | 30     |
| 08    | Serbie       | Bojana Stamenov                  | Beauty Never Lies            | Anglais          | 10    | 53     |
| 09    | Norvège      | Mørland et Debrah Scarlett       | A Monster Like Me            | Anglais          | 8     | 102    |
| 10    | Suède        | Måns Zelmerlöw                   | Heroes                       | Anglais          | 1     | 365    |
| 11    | Chypre       | Yánnis Karayánnis                | One Thing I Should Have Done | Anglais          | 22    | 11     |
| 12    | Australie    | Guy Sebastian                    | Tonight Again                | Anglais          | 5     | 196    |
| 13    | Belgique     | Loïc Nottet                      | Rhythm Inside                | Anglais          | 4     | 217    |
| 14    | Autriche H T | The Makemakes                    | I Am Yours                   | Anglais          | 26    | 0      |
| 15    | Grèce        | María Élena Kyriákou             | One Last Breath              | Anglais          | 19    | 23     |
| 16    | Monténégro   | Knez                             | Adio                         | Monténégrin      | 13    | 44     |
| 17    | Allemagne    | Ann Sophie                       | Black Smoke                  | Anglais          | 26    | 0      |
| 18    | Pologne      | Monika Kuszyńska                 | In the Name of Love          | Anglais          | 23    | 10     |
| 19    | Lettonie     | Aminata                          | Love Injected                | Anglais          | 6     | 186    |
| 20    | Roumanie     | Voltaj                           | De la capăt (All over Again) | Roumain, anglais | 15    | 35     |
| 21    | Espagne      | Edurne                           | Amanecer                     | Espagnol         | 21    | 15     |
| 22    | Hongrie      | Boggie                           | Wars for Nothing             | Anglais          | 20    | 19     |
| 23    | Géorgie      | Nina Sublatti                    | Warrior                      | Anglais          | 11    | 51     |
| 24    | Azerbaïdjan  | Elnur Hüseynov                   | Hour of the Wolf             | Anglais          | 12    | 49     |
| 25    | Russie       | Polina Gagarina                  | A Million Voices             | Anglais          | 2     | 303    |
| 26    | Albanie      | Elhaida Dani                     | I'm Alive                    | Anglais          | 17    | 34     |
| 27    | Italie       | Il Volo                          | Grande amore                 | Italien          | 3     | 292    |

#### Conférence de presse du gagnant
Une conférence de presse a lieu après la finale. Måns Zelmerlöw s'y exprime sur sa victoire — se disant « fier, excité et plein de joie » —, sur sa chanson et son message et, entre autres sujets, le futur de sa carrière et s'il acceptera de présenter le Concours 2016. Marquant la clôture du Concours, la conférence se termine lorsque Jon Ola Sand, superviseur exécutif du Concours, remet à la délégation suédoise un premier cahier des charges pour l'accueil de l'édition suivante,.

### Tableaux des votes

#### Première demi-finale
- Pays qualifiés
- Dernier

| Résultats séparés jury/télévote de la première demi-finale | Résultats séparés jury/télévote de la première demi-finale | Résultats séparés jury/télévote de la première demi-finale | Résultats séparés jury/télévote de la première demi-finale | Résultats séparés jury/télévote de la première demi-finale |
| - Dix premiers des jurys - Dix premiers du télévote        | Jurys                                                      | Jurys                                                      | Télévote                                                   | Télévote                                                   |
| - Dix premiers des jurys - Dix premiers du télévote        | Place                                                      | Points                                                     | Place                                                      | Points                                                     |
| ---------------------------------------------------------- | ---------------------------------------------------------- | ---------------------------------------------------------- | ---------------------------------------------------------- | ---------------------------------------------------------- |
| Moldavie                                                   | 14e                                                        | 46                                                         | 12e                                                        | 48                                                         |
| Arménie                                                    | 12e                                                        | 54                                                         | 6e                                                         | 90                                                         |
| Belgique                                                   | 2e                                                         | 151                                                        | 3e                                                         | 124                                                        |
| Pays-Bas                                                   | 5e                                                         | 70                                                         | 15e                                                        | 23                                                         |
| Finlande                                                   | 16e                                                        | 1                                                          | 10e                                                        | 55                                                         |
| Grèce                                                      | 3e                                                         | 99                                                         | 9e                                                         | 61                                                         |
| Estonie                                                    | 9e                                                         | 66                                                         | 2e                                                         | 136                                                        |
| Macédoine                                                  | 15e                                                        | 42                                                         | 16e                                                        | 22                                                         |
| Serbie                                                     | 13e                                                        | 47                                                         | 7e                                                         | 86                                                         |
| Hongrie                                                    | 6e                                                         | 70                                                         | 11e                                                        | 50                                                         |
| Biélorussie                                                | 8e                                                         | 66                                                         | 13e                                                        | 32                                                         |
| Russie                                                     | 1re                                                        | 167                                                        | 1re                                                        | 151                                                        |
| Danemark                                                   | 11e                                                        | 58                                                         | 14e                                                        | 23                                                         |
| Albanie                                                    | 10e                                                        | 61                                                         | 8e                                                         | 66                                                         |
| Roumanie                                                   | 7e                                                         | 67                                                         | 5e                                                         | 96                                                         |
| Géorgie                                                    | 4e                                                         | 95                                                         | 4e                                                         | 97                                                         |
| Le tableau suit l'ordre de passage des pays participants.  |                                                            |                                                            |                                                            |                                                            |

| Méthode de vote : - 50 % jury et 50 % télévote - 100 % jury | Méthode de vote : - 50 % jury et 50 % télévote - 100 % jury | Points attribués       | Points attribués     | Points attribués       | Points attribués     | Points attribués       | Points attribués    | Points attribués     | Points attribués                | Points attribués     | Points attribués      | Points attribués          | Points attribués     | Points attribués    | Points attribués     | Points attribués       | Points attribués      | Points attribués       | Points attribués      | Points attribués     | Points attribués     | Points attribués |
| ----------------------------------------------------------- | ----------------------------------------------------------- | ---------------------- | -------------------- | ---------------------- | -------------------- | ---------------------- | ------------------- | -------------------- | ------------------------------- | -------------------- | --------------------- | ------------------------- | -------------------- | ------------------- | -------------------- | ---------------------- | --------------------- | ---------------------- | --------------------- | -------------------- | -------------------- | ---------------- |
| Méthode de vote : - 50 % jury et 50 % télévote - 100 % jury | Méthode de vote : - 50 % jury et 50 % télévote - 100 % jury | Drapeau de la Moldavie | Drapeau de l'Arménie | Drapeau de la Belgique | Drapeau des Pays-Bas | Drapeau de la Finlande | Drapeau de la Grèce | Drapeau de l'Estonie | Drapeau de la Macédoine du Nord | Drapeau de la Serbie | Drapeau de la Hongrie | Drapeau de la Biélorussie | Drapeau de la Russie | Drapeau du Danemark | Drapeau de l'Albanie | Drapeau de la Roumanie | Drapeau de la Géorgie | Drapeau de l'Australie | Drapeau de l'Autriche | Drapeau de l'Espagne | Drapeau de la France | Total            |
| Pays                                                        | Moldavie                                                    |                        | 6                    | –                      | –                    | –                      | –                   | –                    | 5                               | 5                    | –                     | 5                         | –                    | –                   | 2                    | 8                      | 10                    | –                      | –                     | –                    | –                    | 41               |
| Pays                                                        | Arménie                                                     | 4                      |                      | 12                     | 5                    | –                      | 7                   | –                    | 7                               | –                    | –                     | 7                         | 12                   | –                   | 5                    | 1                      | 8                     | –                      | –                     | 4                    | 5                    | 77               |
| Pays                                                        | Belgique                                                    | 5                      | 1                    |                        | 12                   | 12                     | 6                   | 10                   | 6                               | 7                    | 10                    | 6                         | 8                    | 12                  | 6                    | 7                      | 5                     | 8                      | 6                     | 10                   | 12                   | 149              |
| Pays                                                        | Pays-Bas                                                    | –                      | –                    | 6                      |                      | 3                      | –                   | 5                    | 1                               | –                    | –                     | –                         | –                    | 7                   | 1                    | 3                      | 2                     | –                      | –                     | 3                    | 2                    | 33               |
| Pays                                                        | Finlande                                                    | –                      | –                    | –                      | –                    |                        | –                   | 4                    | –                               | 4                    | 2                     | 1                         | –                    | 2                   | –                    | –                      | –                     | –                      | –                     | –                    | –                    | 13               |
| Pays                                                        | Grèce                                                       | 3                      | 8                    | 3                      | 6                    | 2                      |                     | 1                    | 4                               | 6                    | 3                     | 3                         | 5                    | –                   | 12                   | 6                      | 4                     | 6                      | 4                     | 2                    | 3                    | 81               |
| Pays                                                        | Estonie                                                     | 2                      | 4                    | 5                      | 8                    | 8                      | 4                   |                      | 2                               | 2                    | 8                     | 8                         | 10                   | 8                   | –                    | 2                      | 3                     | 5                      | 10                    | 12                   | 4                    | 105              |
| Pays                                                        | Macédoine                                                   | 1                      | –                    | –                      | –                    | –                      | –                   | 2                    |                                 | 12                   | –                     | –                         | –                    | –                   | 10                   | –                      | –                     | 3                      | –                     | –                    | –                    | 28               |
| Pays                                                        | Serbie                                                      | –                      | 5                    | –                      | 7                    | 4                      | 2                   | –                    | 12                              |                      | 4                     | 4                         | 4                    | 1                   | –                    | –                      | –                     | 12                     | 7                     | –                    | 1                    | 63               |
| Pays                                                        | Hongrie                                                     | –                      | –                    | 4                      | 4                    | 7                      | –                   | 12                   | –                               | 8                    |                       | –                         | 2                    | 4                   | 3                    | 10                     | –                     | 2                      | 5                     | –                    | 6                    | 67               |
| Pays                                                        | Biélorussie                                                 | 8                      | 7                    | –                      | –                    | –                      | 3                   | –                    | –                               | –                    | –                     |                           | 6                    | 3                   | –                    | –                      | 12                    | –                      | –                     | –                    | –                    | 39               |
| Pays                                                        | Russie                                                      | 7                      | 10                   | 8                      | 10                   | 10                     | 12                  | 8                    | 8                               | 10                   | 12                    | 12                        |                      | 10                  | 7                    | 12                     | 7                     | 10                     | 12                    | 7                    | 10                   | 182              |
| Pays                                                        | Danemark                                                    | –                      | 2                    | 1                      | 3                    | 1                      | 1                   | 7                    | –                               | –                    | 7                     | –                         | –                    |                     | –                    | 5                      | –                     | 4                      | 1                     | 1                    | –                    | 33               |
| Pays                                                        | Albanie                                                     | 6                      | –                    | 10                     | –                    | –                      | 10                  | –                    | 10                              | –                    | 1                     | –                         | 3                    | –                   |                      | –                      | 6                     | –                      | 3                     | 6                    | 7                    | 62               |
| Pays                                                        | Roumanie                                                    | 12                     | 3                    | 7                      | 2                    | 6                      | 5                   | 3                    | –                               | 3                    | 5                     | 2                         | 1                    | 6                   | 8                    |                        | 1                     | 1                      | 8                     | 8                    | 8                    | 89               |
| Pays                                                        | Géorgie                                                     | 10                     | 12                   | 2                      | 1                    | 5                      | 8                   | 6                    | 3                               | 1                    | 6                     | 10                        | 7                    | 5                   | 4                    | 4                      |                       | 7                      | 2                     | 5                    | –                    | 98               |
| Le tableau suit l'ordre de passage des pays participants.   |                                                             |                        |                      |                        |                      |                        |                     |                      |                                 |                      |                       |                           |                      |                     |                      |                        |                       |                        |                       |                      |                      |                  |

#### Deuxième demi-finale
- Pays qualifiés
- Dernier

| Résultats séparés jury/télévote de la deuxième demi-finale | Résultats séparés jury/télévote de la deuxième demi-finale | Résultats séparés jury/télévote de la deuxième demi-finale | Résultats séparés jury/télévote de la deuxième demi-finale | Résultats séparés jury/télévote de la deuxième demi-finale |
| - Dix premiers des jurys - Dix premiers du télévote        | Jurys                                                      | Jurys                                                      | Télévote                                                   | Télévote                                                   |
| - Dix premiers des jurys - Dix premiers du télévote        | Place                                                      | Points                                                     | Place                                                      | Points                                                     |
| ---------------------------------------------------------- | ---------------------------------------------------------- | ---------------------------------------------------------- | ---------------------------------------------------------- | ---------------------------------------------------------- |
| Lituanie                                                   | 10e                                                        | 52                                                         | 6e                                                         | 98                                                         |
| Irlande                                                    | 7e                                                         | 84                                                         | 16e                                                        | 14                                                         |
| Saint-Marin                                                | 17e                                                        | 6                                                          | 15e                                                        | 16                                                         |
| Monténégro                                                 | 11e                                                        | 47                                                         | 9e                                                         | 58                                                         |
| Malte                                                      | 5e                                                         | 84                                                         | 12e                                                        | 32                                                         |
| Norvège                                                    | 3e                                                         | 144                                                        | 5e                                                         | 104                                                        |
| Portugal                                                   | 13e                                                        | 23                                                         | 13e                                                        | 24                                                         |
| Tchéquie                                                   | 12e                                                        | 34                                                         | 10e                                                        | 51                                                         |
| Israël                                                     | 4e                                                         | 114                                                        | 2e                                                         | 157                                                        |
| Lettonie                                                   | 2e                                                         | 155                                                        | 3e                                                         | 116                                                        |
| Azerbaïdjan                                                | 9e                                                         | 67                                                         | 11e                                                        | 37                                                         |
| Islande                                                    | 15e                                                        | 15                                                         | 14e                                                        | 21                                                         |
| Suède                                                      | 1re                                                        | 208                                                        | 1re                                                        | 195                                                        |
| Suisse                                                     | 14e                                                        | 15                                                         | 17e                                                        | 6                                                          |
| Chypre                                                     | 8e                                                         | 76                                                         | 8e                                                         | 80                                                         |
| Slovénie                                                   | 6e                                                         | 84                                                         | 7e                                                         | 95                                                         |
| Pologne                                                    | 16e                                                        | 10                                                         | 4e                                                         | 114                                                        |
| Le tableau suit l'ordre de passage des pays participants.  |                                                            |                                                            |                                                            |                                                            |

| Méthode de vote : - 50 % jury et 50 % télévote - 100 % jury | Méthode de vote : - 50 % jury et 50 % télévote - 100 % jury | Points attribués       | Points attribués     | Points attribués       | Points attribués      | Points attribués | Points attribués      | Points attribués    | Points attribués       | Points attribués | Points attribués       | Points attribués         | Points attribués     | Points attribués    | Points attribués     | Points attribués  | Points attribués       | Points attribués      | Points attribués       | Points attribués       | Points attribués    | Points attribués       | Points attribués |
| ----------------------------------------------------------- | ----------------------------------------------------------- | ---------------------- | -------------------- | ---------------------- | --------------------- | ---------------- | --------------------- | ------------------- | ---------------------- | ---------------- | ---------------------- | ------------------------ | -------------------- | ------------------- | -------------------- | ----------------- | ---------------------- | --------------------- | ---------------------- | ---------------------- | ------------------- | ---------------------- | ---------------- |
| Méthode de vote : - 50 % jury et 50 % télévote - 100 % jury | Méthode de vote : - 50 % jury et 50 % télévote - 100 % jury | Drapeau de la Lituanie | Drapeau de l'Irlande | Drapeau de Saint-Marin | Drapeau du Monténégro | Drapeau de Malte | Drapeau de la Norvège | Drapeau du Portugal | Drapeau de la Tchéquie | Drapeau d’Israël | Drapeau de la Lettonie | Drapeau de l'Azerbaïdjan | Drapeau de l'Islande | Drapeau de la Suède | Drapeau de la Suisse | Drapeau de Chypre | Drapeau de la Slovénie | Drapeau de la Pologne | Drapeau de l'Allemagne | Drapeau de l'Australie | Drapeau de l'Italie | Drapeau du Royaume-Uni | Total            |
| Pays                                                        | Lituanie                                                    |                        | 7                    | 3                      | –                     | 4                | 10                    | –                   | 1                      | 4                | 10                     | 7                        | 4                    | –                   | 3                    | 7                 | –                      | –                     | –                      | 4                      | –                   | 3                      | 67               |
| Pays                                                        | Irlande                                                     | 2                      |                      | 5                      | 2                     | –                | –                     | –                   | 5                      | –                | 4                      | 2                        | –                    | 3                   | –                    | 1                 | 1                      | –                     | 2                      | –                      | –                   | 8                      | 35               |
| Pays                                                        | Saint-Marin                                                 | –                      | –                    |                        | 5                     | –                | –                     | –                   | –                      | –                | –                      | –                        | –                    | –                   | –                    | –                 | –                      | –                     | –                      | –                      | 6                   | –                      | 11               |
| Pays                                                        | Monténégro                                                  | –                      | –                    | –                      |                       | –                | 3                     | 5                   | 6                      | 7                | 2                      | 10                       | –                    | 7                   | 1                    | 2                 | 10                     | –                     | –                      | –                      | 4                   | –                      | 57               |
| Pays                                                        | Malte                                                       | –                      | 4                    | 7                      | 10                    |                  | –                     | –                   | 4                      | 10               | –                      | –                        | –                    | –                   | –                    | –                 | –                      | –                     | –                      | 3                      | 1                   | 5                      | 43               |
| Pays                                                        | Norvège                                                     | 8                      | –                    | 8                      | 6                     | 5                |                       | 8                   | 7                      | 1                | 7                      | –                        | 10                   | 12                  | 10                   | 6                 | 6                      | 6                     | 7                      | 8                      | 2                   | 2                      | 123              |
| Pays                                                        | Portugal                                                    | –                      | –                    | –                      | 4                     | –                | –                     |                     | –                      | –                | –                      | 3                        | –                    | –                   | 6                    | –                 | 4                      | –                     | 1                      | –                      | –                   | 1                      | 19               |
| Pays                                                        | Tchéquie                                                    | –                      | 1                    | 4                      | 1                     | 1                | –                     | 1                   |                        | 8                | 1                      | –                        | –                    | 1                   | –                    | –                 | 3                      | 8                     | 4                      | –                      | –                   | –                      | 33               |
| Pays                                                        | Israël                                                      | 4                      | 8                    | 6                      | 3                     | 10               | 8                     | 10                  | 2                      |                  | 3                      | 8                        | 8                    | 10                  | 7                    | 10                | 5                      | 10                    | 8                      | 7                      | 12                  | 12                     | 151              |
| Pays                                                        | Lettonie                                                    | 12                     | 12                   | 10                     | –                     | 7                | 7                     | 7                   | 8                      | 2                |                        | 6                        | 7                    | 8                   | 8                    | 8                 | 8                      | 7                     | 10                     | 10                     | 8                   | 10                     | 155              |
| Pays                                                        | Azerbaïdjan                                                 | 6                      | –                    | –                      | 7                     | 8                | –                     | 3                   | 10                     | 3                | –                      |                          | 2                    | 4                   | –                    | 5                 | –                      | 3                     | –                      | 2                      | –                   | –                      | 53               |
| Pays                                                        | Islande                                                     | 1                      | 2                    | –                      | –                     | –                | 2                     | –                   | –                      | –                | –                      | 5                        |                      | 2                   | –                    | –                 | –                      | 2                     | –                      | –                      | –                   | –                      | 14               |
| Pays                                                        | Suède                                                       | 10                     | 10                   | 12                     | 8                     | 12               | 12                    | 12                  | 12                     | 12               | 12                     | 4                        | 12                   |                     | 12                   | 12                | 12                     | 12                    | 12                     | 12                     | 10                  | 7                      | 217              |
| Pays                                                        | Suisse                                                      | –                      | –                    | –                      | –                     | –                | 1                     | –                   | –                      | –                | –                      | 1                        | 1                    | –                   |                      | –                 | –                      | 1                     | –                      | –                      | –                   | –                      | 4                |
| Pays                                                        | Chypre                                                      | 3                      | 6                    | 2                      | –                     | 2                | 6                     | 6                   | –                      | 5                | 6                      | –                        | 5                    | 6                   | 5                    |                   | 7                      | 4                     | 5                      | 6                      | 7                   | 6                      | 87               |
| Pays                                                        | Slovénie                                                    | 7                      | –                    | 1                      | 12                    | 3                | 4                     | 4                   | 3                      | 6                | 8                      | 12                       | 6                    | –                   | 4                    | 3                 |                        | 5                     | 6                      | 5                      | 3                   | –                      | 92               |
| Pays                                                        | Pologne                                                     | 5                      | 5                    | –                      | –                     | 6                | 5                     | 2                   | –                      | –                | 5                      | –                        | 3                    | 5                   | 2                    |                   | 2                      |                       | 3                      | 1                      | 5                   | 4                      | 57               |
| Le tableau suit l'ordre de passage des pays participants.   |                                                             |                        |                      |                        |                       |                  |                       |                     |                        |                  |                        |                          |                      |                     |                      |                   |                        |                       |                        |                        |                     |                        |                  |

#### Finale
- Premier
- Deuxième
- Troisième
- Dernier

| Résultats séparés jury/télévote de la finale              | Résultats séparés jury/télévote de la finale | Résultats séparés jury/télévote de la finale | Résultats séparés jury/télévote de la finale | Résultats séparés jury/télévote de la finale |
|                                                           | Jurys                                        | Jurys                                        | Télévote                                     | Télévote                                     |
| Place                                                     | Points                                       | Place                                        | Points                                       |                                              |
| --------------------------------------------------------- | -------------------------------------------- | -------------------------------------------- | -------------------------------------------- | -------------------------------------------- |
| Slovénie                                                  | 15e                                          | 36                                           | 19e                                          | 27                                           |
| France                                                    | 19e                                          | 24                                           | 26e                                          | 4                                            |
| Israël                                                    | 8e                                           | 77                                           | 7e                                           | 104                                          |
| Estonie                                                   | 11e                                          | 53                                           | 5e                                           | 144                                          |
| Royaume-Uni                                               | 23e                                          | 12                                           | 24e                                          | 7                                            |
| Arménie                                                   | 22e                                          | 15                                           | 11e                                          | 77                                           |
| Lituanie                                                  | 16e                                          | 31                                           | 16e                                          | 44                                           |
| Serbie                                                    | 24e                                          | 12                                           | 10e                                          | 86                                           |
| Norvège                                                   | 7e                                           | 163                                          | 17e                                          | 43                                           |
| Suède                                                     | 1re                                          | 353                                          | 3e                                           | 279                                          |
| Chypre                                                    | 9e                                           | 63                                           | 23e                                          | 8                                            |
| Australie                                                 | 4e                                           | 224                                          | 6e                                           | 132                                          |
| Belgique                                                  | 5e                                           | 186                                          | 4e                                           | 195                                          |
| Autriche                                                  | 13e                                          | 40                                           | 27e                                          | 0                                            |
| Grèce                                                     | 18e                                          | 29                                           | 21e                                          | 24                                           |
| Monténégro                                                | 12e                                          | 44                                           | 18e                                          | 34                                           |
| Allemagne                                                 | 20e                                          | 24                                           | 25e                                          | 5                                            |
| Pologne                                                   | 27e                                          | 2                                            | 15e                                          | 47                                           |
| Lettonie                                                  | 2e                                           | 249                                          | 8e                                           | 100                                          |
| Roumanie                                                  | 21e                                          | 21                                           | 12e                                          | 69                                           |
| Espagne                                                   | 25e                                          | 6                                            | 20e                                          | 26                                           |
| Hongrie                                                   | 17e                                          | 29                                           | 22e                                          | 21                                           |
| Géorgie                                                   | 10e                                          | 62                                           | 13e                                          | 51                                           |
| Azerbaïdjan                                               | 14e                                          | 40                                           | 14e                                          | 48                                           |
| Russie                                                    | 3e                                           | 234                                          | 2e                                           | 286                                          |
| Albanie                                                   | 26e                                          | 4                                            | 9e                                           | 93                                           |
| Italie                                                    | 6e                                           | 171                                          | 1re                                          | 366                                          |
| Le tableau suit l'ordre de passage des pays participants. |                                              |                                              |                                              |                                              |

| Méthode de vote : - 100 % télévote - 50 % jury et 50 % télévote - 100 % jury                                                    | Méthode de vote : - 100 % télévote - 50 % jury et 50 % télévote - 100 % jury | Points attribués      | Points attribués | Points attribués       | Points attribués    | Points attribués       | Points attribués          | Points attribués     | Points attribués       | Points attribués         | Points attribués       | Points attribués     | Points attribués    | Points attribués     | Points attribués       | Points attribués     | Points attribués     | Points attribués     | Points attribués    | Points attribués       | Points attribués       | Points attribués       | Points attribués     | Points attribués      | Points attribués                | Points attribués       | Points attribués      | Points attribués       | Points attribués       | Points attribués     | Points attribués      | Points attribués | Points attribués     | Points attribués       | Points attribués    | Points attribués     | Points attribués  | Points attribués      | Points attribués    | Points attribués     | Points attribués      | Points attribués |
| --- | ---------------------------------------------------------------------------- | --------------------- | ---------------- | ---------------------- | ------------------- | ---------------------- | ------------------------- | -------------------- | ---------------------- | ------------------------ | ---------------------- | -------------------- | ------------------- | -------------------- | ---------------------- | -------------------- | -------------------- | -------------------- | ------------------- | ---------------------- | ---------------------- | ---------------------- | -------------------- | --------------------- | ------------------------------- | ---------------------- | --------------------- | ---------------------- | ---------------------- | -------------------- | --------------------- | ---------------- | -------------------- | ---------------------- | ------------------- | -------------------- | ----------------- | --------------------- | ------------------- | -------------------- | --------------------- | ---------------- |
| Méthode de vote : - 100 % télévote - 50 % jury et 50 % télévote - 100 % jury                                                    | Méthode de vote : - 100 % télévote - 50 % jury et 50 % télévote - 100 % jury | Drapeau du Monténégro | Drapeau de Malte | Drapeau de la Finlande | Drapeau de la Grèce | Drapeau de la Roumanie | Drapeau de la Biélorussie | Drapeau de l'Albanie | Drapeau de la Moldavie | Drapeau de l'Azerbaïdjan | Drapeau de la Lettonie | Drapeau de la Serbie | Drapeau du Danemark | Drapeau de la Suisse | Drapeau de la Belgique | Drapeau de la France | Drapeau de l'Arménie | Drapeau de l'Irlande | Drapeau de la Suède | Drapeau de l'Allemagne | Drapeau de l'Australie | Drapeau de la Tchéquie | Drapeau de l'Espagne | Drapeau de l'Autriche | Drapeau de la Macédoine du Nord | Drapeau de la Slovénie | Drapeau de la Hongrie | Drapeau du Royaume-Uni | Drapeau de la Lituanie | Drapeau des Pays-Bas | Drapeau de la Pologne | Drapeau d’Israël | Drapeau de la Russie | Drapeau de Saint-Marin | Drapeau de l'Italie | Drapeau de l'Islande | Drapeau de Chypre | Drapeau de la Norvège | Drapeau du Portugal | Drapeau de l'Estonie | Drapeau de la Géorgie | Total            |
| Pays | Slovénie                                                                     | 4                     | –                | 1                      | –                   | –                      | –                         | –                    | –                      | 3                        | 3                      | 5                    | –                   | –                    | –                      | –                    | –                    | –                    | 1                   | –                      | –                      | –                      | –                    | –                     | 8                               |                        | –                     | –                      | 4                      | –                    | 1                     | 6                | –                    | –                      | –                   | 2                    | –                 | 1                     | –                   | –                    | –                     | 39               |
| Pays | France                                                                       | –                     | –                | –                      | –                   | –                      | –                         | –                    | –                      | –                        | –                      | –                    | –                   | –                    | –                      |                      | 3                    | –                    | –                   | –                      | –                      | –                      | –                    | –                     | –                               | –                      | –                     | –                      | –                      | –                    | –                     | –                | –                    | 1                      | –                   | –                    | –                 | –                     | –                   | –                    | –                     | 4                |
| Pays | Israël                                                                       | 3                     | 5                | 3                      | –                   | 1                      | 2                         | 5                    | –                      | 7                        | 1                      | 6                    | –                   | 3                    | –                      | –                    | –                    | –                    | 4                   | 5                      | 2                      | –                      | 1                    | 2                     | –                               | –                      | –                     | 5                      | –                      | 5                    | 4                     |                  | –                    | 2                      | 8                   | 5                    | 6                 | 4                     | 7                   | –                    | 1                     | 97               |
| Pays | Estonie                                                                      | 1                     | 3                | 10                     | –                   | –                      | 7                         | 4                    | –                      | 4                        | 6                      | 2                    | 6                   | –                    | 2                      | –                    | –                    | –                    | 3                   | 2                      | 3                      | –                      | 3                    | 6                     | 2                               | –                      | 7                     | –                      | 8                      | 4                    | 2                     | 3                | 7                    | –                      | 2                   | 1                    | 2                 | 3                     | 1                   |                      | 2                     | 106              |
| Pays | Royaume-Uni                                                                  | –                     | 1                | –                      | –                   | –                      | –                         | –                    | –                      | –                        | –                      | –                    | –                   | –                    | –                      | –                    | –                    | 1                    | –                   | –                      | –                      | –                      | –                    | –                     | –                               | –                      | –                     |                        | –                      | –                    | –                     | –                | –                    | 3                      | –                   | –                    | –                 | –                     | –                   | –                    | –                     | 5                |
| Pays | Arménie                                                                      | –                     | –                | –                      | 1                   | –                      | 4                         | –                    | –                      | –                        | –                      | –                    | –                   | –                    | 3                      | 3                    |                      | –                    | –                   | –                      | –                      | 2                      | –                    | –                     | 3                               | –                      | –                     | –                      | –                      | –                    | –                     | –                | 6                    | –                      | –                   | –                    | –                 | –                     | –                   | –                    | 12                    | 34               |
| Pays | Lituanie                                                                     | –                     | –                | –                      | –                   | –                      | –                         | –                    | –                      | –                        | 7                      | –                    | 1                   | –                    | –                      | –                    | –                    | 7                    | –                   | –                      | –                      | –                      | –                    | –                     | –                               | –                      | –                     | 4                      |                        | –                    | –                     | –                | –                    | –                      | –                   | –                    | –                 | 6                     | –                   | 2                    | 3                     | 30               |
| Pays | Serbie                                                                       | 12                    | –                | –                      | –                   | –                      | –                         | 2                    | –                      | –                        | –                      |                      | –                   | 5                    | –                      | –                    | –                    | –                    | –                   | –                      | 5                      | 3                      | –                    | 3                     | 10                              | 6                      | –                     | 1                      | –                      | 1                    | –                     | 2                | –                    | –                      | 3                   | –                    | –                 | –                     | –                   | –                    | –                     | 53               |
| Pays | Norvège                                                                      | –                     | 2                | 4                      | –                   | 6                      | –                         | –                    | –                      | –                        | 2                      | –                    | 3                   | 10                   | –                      | –                    | –                    | 4                    | 7                   | 4                      | 4                      | –                      | 2                    | 4                     | –                               | 4                      | 4                     | –                      | 5                      | 3                    | 3                     | –                | –                    | 6                      | 5                   | 10                   | –                 |                       | 6                   | 4                    | –                     | 102              |
| Pays | Suède                                                                        | 5                     | 10               | 12                     | 4                   | 8                      | 10                        | 7                    | 8                      | 6                        | 12                     | 8                    | 12                  | 12                   | 12                     | 8                    | 7                    | 10                   |                     | 10                     | 12                     | 10                     | 8                    | 7                     | 5                               | 12                     | 10                    | 12                     | 10                     | 10                   | 12                    | 10               | 8                    | 7                      | 12                  | 12                   | 10                | 12                    | 8                   | 10                   | 7                     | 365              |
| Pays | Chypre                                                                       | –                     | –                | –                      | 10                  | –                      | –                         | –                    | –                      | –                        | –                      | –                    | –                   | –                    | –                      | –                    | –                    | –                    | –                   | –                      | –                      | –                      | –                    | –                     | –                               | 1                      | –                     | –                      | –                      | –                    | –                     | –                | –                    | –                      | –                   | –                    |                   | –                     | –                   | –                    | –                     | 11               |
| Pays | Australie                                                                    | –                     | 6                | 5                      | 5                   | 2                      | 6                         | 3                    | 4                      | –                        | 5                      | 3                    | 8                   | 8                    | 4                      | 2                    | 1                    | 5                    | 12                  | 7                      |                        | –                      | 7                    | 12                    | –                               | 2                      | 8                     | 10                     | 3                      | 8                    | 8                     | 7                | 4                    | 8                      | 6                   | 8                    | 4                 | 10                    | –                   | 5                    | –                     | 196              |
| Pays | Belgique                                                                     | –                     | –                | 7                      | 7                   | 7                      | 8                         | 1                    | 6                      | –                        | 4                      | 4                    | 7                   | 2                    |                        | 12                   | 4                    | 2                    | 10                  | 8                      | 6                      | 6                      | 6                    | 5                     | 1                               | 3                      | 12                    | 3                      | 7                      | 12                   | 5                     | 4                | 10                   | 5                      | 7                   | 4                    | 7                 | 7                     | 5                   | 7                    | 6                     | 217              |
| Pays | Autriche                                                                     | –                     | –                | –                      | –                   | –                      | –                         | –                    | –                      | –                        | –                      | –                    | –                   | –                    | –                      | –                    | –                    | –                    | –                   | –                      | –                      | –                      | –                    |                       | –                               | –                      | –                     | –                      | –                      | –                    | –                     | –                | –                    | –                      | –                   | –                    | –                 | –                     | –                   | –                    | –                     | 0                |
| Pays | Grèce                                                                        | –                     | –                | –                      |                     | –                      | –                         | 10                   | –                      | –                        | –                      | –                    | –                   | –                    | –                      | –                    | 5                    | –                    | –                   | –                      | –                      | –                      | –                    | –                     | –                               | –                      | –                     | –                      | –                      | –                    | –                     | –                | –                    | –                      | –                   | –                    | 8                 | –                     | –                   | –                    | –                     | 23               |
| Pays | Monténégro                                                                   |                       | –                | –                      | –                   | –                      | –                         | 6                    | –                      | 2                        | –                      | 12                   | –                   | –                    | –                      | –                    | 8                    | –                    | 2                   | –                      | –                      | –                      | –                    | –                     | 4                               | 10                     | –                     | –                      | –                      | –                    | –                     | –                | –                    | –                      | –                   | –                    | –                 | –                     | –                   | –                    | –                     | 44               |
| Pays | Allemagne                                                                    | –                     | –                | –                      | –                   | –                      | –                         | –                    | –                      | –                        | –                      | –                    | –                   | –                    | –                      | –                    | –                    | –                    | –                   |                        | –                      | –                      | –                    | –                     | –                               | –                      | –                     | –                      | –                      | –                    | –                     | –                | –                    | –                      | –                   | –                    | –                 | –                     | –                   | –                    | –                     | 0                |
| Pays | Pologne                                                                      | –                     | –                | –                      | –                   | –                      | –                         | –                    | –                      | –                        | –                      | –                    | –                   | –                    | –                      | 4                    | –                    | 3                    | –                   | –                      | –                      | –                      | –                    | –                     | –                               | –                      | –                     | 2                      | –                      | –                    |                       | –                | –                    | –                      | 1                   | –                    | –                 | –                     | –                   | –                    | –                     | 10               |
| Pays | Lettonie                                                                     | –                     | 4                | 6                      | 3                   | 5                      | 5                         | –                    | 2                      | 5                        |                        | 1                    | 4                   | 4                    | 7                      | 7                    | 2                    | 12                   | 5                   | 6                      | 7                      | 5                      | 4                    | 1                     | –                               | 7                      | 5                     | 7                      | 12                     | 2                    | 10                    | –                | 2                    | 12                     | 4                   | 7                    | 3                 | 8                     | 2                   | 6                    | 4                     | 186              |
| Pays | Roumanie                                                                     | –                     | –                | –                      | –                   |                        | –                         | –                    | 12                     | –                        | –                      | –                    | 2                   | –                    | 5                      | –                    | –                    | –                    | –                   | –                      | –                      | –                      | 5                    | –                     | –                               | –                      | 1                     | –                      | –                      | –                    | –                     | 5                | –                    | –                      | –                   | –                    | 1                 | –                     | 4                   | –                    | –                     | 35               |
| Pays | Espagne                                                                      | 2                     | –                | –                      | –                   | –                      | –                         | –                    | 1                      | 1                        | –                      | –                    | –                   | 1                    | –                      | 5                    | –                    | –                    | –                   | –                      | –                      | –                      |                      | –                     | –                               | –                      | –                     | –                      | –                      | –                    | –                     | 1                | 1                    | –                      | –                   | –                    | –                 | –                     | 3                   | –                    | –                     | 15               |
| Pays | Hongrie                                                                      | –                     | –                | –                      | –                   | 4                      | –                         | –                    | –                      | –                        | –                      | –                    | –                   | –                    | –                      | 1                    | –                    | –                    | –                   | 1                      | –                      | 1                      | –                    | –                     | –                               | –                      |                       | –                      | –                      | –                    | –                     | –                | –                    | 4                      | –                   | –                    | –                 | –                     | –                   | 8                    | –                     | 19               |
| Pays | Géorgie                                                                      | –                     | –                | –                      | 2                   | –                      | 3                         | –                    | 5                      | 10                       | –                      | –                    | –                   | –                    | 1                      | –                    | 10                   | –                    | –                   | –                      | 1                      | 4                      | –                    | –                     | –                               | –                      | 3                     | –                      | 6                      | –                    | –                     | –                | 5                    | –                      | –                   | –                    | –                 | –                     | –                   | 1                    |                       | 51               |
| Pays | Azerbaïdjan                                                                  | 8                     | 8                | –                      | –                   | 3                      | –                         | –                    | 3                      |                          | –                      | –                    | –                   | –                    | –                      | –                    | –                    | –                    | –                   | –                      | –                      | 12                     | –                    | –                     | –                               | –                      | –                     | –                      | 2                      | –                    | –                     | –                | 3                    | –                      | –                   | –                    | –                 | –                     | –                   | –                    | 10                    | 49               |
| Pays | Russie                                                                       | 7                     | 7                | 8                      | 8                   | 10                     | 12                        | 8                    | 10                     | 12                       | 10                     | 10                   | 10                  | 7                    | 10                     | 10                   | 12                   | 8                    | 6                   | 12                     | 10                     | 8                      | 10                   | 8                     | 6                               | 5                      | 6                     | 6                      | –                      | 6                    | 6                     | 8                |                      | –                      | 10                  | 3                    | 5                 | 2                     | 10                  | 12                   | 5                     | 303              |
| Pays | Albanie                                                                      | 10                    | –                | –                      | 6                   | –                      | –                         |                      | –                      | –                        | –                      | –                    | –                   | –                    | 6                      | –                    | –                    | –                    | –                   | –                      | –                      | –                      | –                    | –                     | 12                              | –                      | –                     | –                      | –                      | –                    | –                     | –                | –                    | –                      | –                   | –                    | –                 | –                     | –                   | –                    | –                     | 34               |
| Pays | Italie                                                                       | 6                     | 12               | 2                      | 12                  | 12                     | 1                         | 12                   | 7                      | 8                        | 8                      | 7                    | 5                   | 6                    | 8                      | 6                    | 6                    | 6                    | 8                   | 3                      | 8                      | 7                      | 12                   | 10                    | 7                               | 8                      | 2                     | 8                      | 1                      | 7                    | 7                     | 12               | 12                   | 10                     |                     | 6                    | 12                | 5                     | 12                  | 3                    | 8                     | 292              |
| Verticalement, le tableau suit l'ordre de passage des candidats. Horizontalement, le tableau suit l'ordre de passage des votes. |                                                                              |                       |                  |                        |                     |                        |                           |                      |                        |                          |                        |                      |                     |                      |                        |                      |                      |                      |                     |                        |                        |                        |                      |                       |                                 |                        |                       |                        |                        |                      |                       |                  |                      |                        |                     |                      |                   |                       |                     |                      |                       |                  |

### Prix Marcel-Bezençon
Les prix Marcel-Bezençon sont remis pour la première fois durant le Concours Eurovision de la chanson 2002 à Tallinn en Estonie pour honorer les meilleures chansons en compétition lors de la finale. Fondés par Christer Björkman (représentant de la Suède lors du Concours 1992 et producteur des concours 2013 et 2016) et Richard Herrey (membre des Herreys et vainqueur suédois du Concours 1984), les prix portent le nom du créateur de la compétition annuelle, Marcel Bezençon. Les prix, remis tous les ans, sont répartis en trois catégories : le prix de la presse attribué par les médias accrédités à la meilleure chanson, le prix de la meilleure performance artistique attribué au meilleur artiste par les commentateurs du concours et, enfin, le prix de la meilleure composition attribué par les auteurs-compositeurs participants aux meilleurs compositeurs de la soirée. En 2015, ils ont été attribués quelques heures à :
| Prix                                        | Pays    | Artiste                   | Chanson           |
| ------------------------------------------- | ------- | ------------------------- | ----------------- |
| Prix de la meilleure composition            | Norvège | Mørland & Debrah Scarlett | A Monster Like Me |
| Prix de la presse                           | Italie  | Il Volo                   | Grande amore      |
| Prix de la meilleure performance artistique | Suède   | Måns Zelmerlöw            | Heroes            |

## Incidents et controverses

### Huées envers la Russie
Afin d'empêcher les débordements vécus en 2014 du fait du conflit ukrainien, un système de retour du public filtré pour atténuer les éventuels huées et sifflets est prévu pour la candidate russe. Cependant, lors de la procédure de vote, de puissantes huées peuvent être entendues lorsque la Russie reçoit 8, 10 ou 12 points. La chanteuse russe, Polina Gagarina, est aperçue en train de pleurer dans la green room pendant le vote, fait rapporté par plusieurs médias comme étant le résultat des huées subies par la Russie. Pendant la pause de la procédure de vote où est montré le classement provisoire, le vainqueur de l'édition précédente, Conchita Wurst, affirme à Polina Gagarina qu'« elle a donné une incroyable performance vocale, méritant ainsi d'être en tête du vote ». Le superviseur exécutif du concours, Jon Ola Sand, prend aussi l'initiative de rappeler que l'Eurovision devrait être une « compétition amicale, et non une bataille à caractère politique ». De plus, Alice Tumler rappelle ensuite au public que « le slogan de cette édition est construire des ponts, et la musique doit être au-dessus de la politique aujourd'hui ». Les organisateurs ont anticipé des réactions comme celles-ci, ayant employé un système empêchant d'entendre les huées envers quelconque pays pour la toute première fois dans l'histoire du concours.

### Incident technique pour la Géorgie
Pendant la prestation de Nina Sublatti en finale, une machine à fumée tombe en panne, provoquant une gêne dans sa prestation. En effet, la chanteuse disparaît des écrans pendant quelques secondes à cause d'une grande masse de fumée grisâtre.

### Invalidation des votes de plusieurs jurys
L'invalidation des votes des jurys macédoniens et monténégrins fait l'objet d'une polémique au sein du groupe RTCG. En effet, aucun motif valable pour cette annulation n'est cité. Le chef de la délégation du pays envoie ainsi, après la publication de ces résultats, une lettre à l'UER demandant la réhabilitation des votes des jurés monténégrins en citant, entre autres arguments, que certains votes pouvant paraître plus suspects n'ont pourtant pas été annulés et menace même de recourir à la justice si les votes du jury de son pays ne sont pas validés. Si les votes des jurys avaient été validés, seuls les classements arménien et roumain auraient changé — les deux pays auraient vu leurs classements respectifs échangés —. D'autres pays auraient perdu ou gagné des points sans que leur classement n'en soit influencé.

## Retransmission du Concours
Le Concours 2015 est retransmis dans les quarante pays participants, ainsi que dans sept pays qui ne participent pas. Les trois soirées sont également diffusées en direct sur la plateforme YouTube,,.

### Dans les pays participants
| Pays        | Diffuseur et commentateur(s)                         | Diffuseur et commentateur(s)            | Diffuseur et commentateur(s)                   | Porte-parole         | Réf.    |
| Pays        | Première demi-finale                                 | Deuxième demi-finale                    | Finale                                         | Porte-parole         | Réf.    |
| ----------- | ---------------------------------------------------- | --------------------------------------- | ---------------------------------------------- | -------------------- | ------- |
| Albanie     | RTSH                                                 | RTSH                                    | RTSH                                           | Andri Xhahu          | [ 72 ]  |
| Albanie     | Andri Xhahu                                          |                                         |                                                | Andri Xhahu          | [ 72 ]  |
| Allemagne   | EinsFestival, Phoenix                                | EinsFestival, Phoenix                   | Das Erste                                      | Barbara Schöneberger | ,       |
| Allemagne   | Peter Urban                                          |                                         |                                                | Barbara Schöneberger | ,       |
| Arménie     | Arménie 1                                            | Arménie 1                               | Arménie 1                                      | Lilit Muradyan       | [ 75 ]  |
| Arménie     | Inconnu                                              |                                         |                                                | Lilit Muradyan       | [ 75 ]  |
| Australie   | SBS                                                  | SBS                                     | SBS                                            | Lee Lin Chin         | [ 76 ]  |
| Australie   | Julia Zemiro et Sam Pang                             |                                         |                                                | Lee Lin Chin         | [ 76 ]  |
| Autriche    | ORF 1                                                | ORF 1                                   | ORF 1                                          | Kati Bellowitsch     | [ 77 ]  |
| Autriche    | Andi Knoll                                           |                                         |                                                | Kati Bellowitsch     | [ 77 ]  |
| Azerbaïdjan | İTV                                                  | İTV                                     | İTV                                            | Tural Asadov         | [ 78 ]  |
| Azerbaïdjan | Kamran Guliyev                                       |                                         |                                                | Tural Asadov         | [ 78 ]  |
| Belgique    | (fr) La Une                                          | (fr) La Une                             | (fr) La Une                                    | Walid                | [ 79 ]  |
| Belgique    | Maureen Louys et Jean-Louis Lahaye                   |                                         |                                                | Walid                | [ 79 ]  |
| Belgique    | (nl) Één                                             | (nl) Één                                | (nl) Één                                       | Walid                | [ 80 ]  |
| Belgique    | Peter van de Veire et Eva Daeleman                   |                                         |                                                | Walid                | [ 80 ]  |
| Biélorussie | Belarus 1, Belarus 24                                | Belarus 1, Belarus 24                   | Belarus 1, Belarus 24                          | Teo                  | [ 81 ]  |
| Biélorussie | Evgeny Perlin                                        |                                         |                                                | Teo                  | [ 81 ]  |
| Chypre      | RIK 1, RIK Sat, RIK HD, Trito Programma              | RIK 1, RIK Sat, RIK HD, Trito Programma | RIK 1, RIK Sat, RIK HD, Trito Programma        | Loukas Hamatsos      | [ 82 ]  |
| Chypre      | Melina Karageorgiou                                  |                                         |                                                | Loukas Hamatsos      | [ 82 ]  |
| Danemark    | DR1                                                  | DR1                                     | DR1                                            | Basim                | [ 83 ]  |
| Danemark    | Ole Tøpholm                                          |                                         |                                                | Basim                | [ 83 ]  |
| Espagne     | La 2                                                 | La 2                                    | La 1, TVE Internacional                        | Lara Siscar          | [ 84 ]  |
| Espagne     | José María Íñigo et Julia Varela                     |                                         |                                                | Lara Siscar          | [ 84 ]  |
| Estonie     | (et) ETV                                             | (et) ETV                                | (et) ETV                                       | Tanja Mihhailova     | [ 85 ]  |
| Estonie     | Marko Reikop                                         |                                         |                                                | Tanja Mihhailova     | [ 85 ]  |
| Finlande    | Yle TV2                                              | Yle TV2                                 | Yle TV2                                        | Krista Siegfrids     | [ 86 ]  |
| Finlande    | (fi) Aino Töllinen (sv) Eva Frantz et Johan Lindroos |                                         |                                                | Krista Siegfrids     | [ 86 ]  |
| France      | France Ô                                             | Non diffusée                            | France 2                                       | Virginie Guilhaume   | ,       |
| France      | Mareva Galanter et Jérémy Parayre                    | Non diffusée                            | Stéphane Bern et Marianne James                | Virginie Guilhaume   | ,       |
| Géorgie     | Pirveli Arkhi                                        | Pirveli Arkhi                           | Pirveli Arkhi                                  | Natia Bunturi        | [ 90 ]  |
| Géorgie     | Lado Tatishvili et Tamuna Museridze                  |                                         |                                                | Natia Bunturi        | [ 90 ]  |
| Grèce       | NERIT1, NERIT HD                                     | NERIT1, NERIT HD                        | NERIT1, NERIT HD                               | Élena Paparízou      | [ 91 ]  |
| Grèce       | Maria Kozakou et Yórgos Kapoutzídis                  |                                         |                                                | Élena Paparízou      | [ 91 ]  |
| Hongrie     | Duna                                                 | Duna                                    | Duna                                           | Csilla Tatar         | [ 92 ]  |
| Hongrie     | Gábor Gundel Takács                                  |                                         |                                                | Csilla Tatar         | [ 92 ]  |
| Irlande     | RTÉ Two                                              | RTÉ Two                                 | RTÉ One                                        | Nicky Byrne          | [ 93 ]  |
| Irlande     | Marty Whelan                                         |                                         |                                                | Nicky Byrne          | [ 93 ]  |
| Islande     | RÚV, Rás 2                                           | RÚV, Rás 2                              | RÚV, Rás 2                                     | Edda Sif Pálsdóttir  | [ 94 ]  |
| Islande     | Felix Bergsson                                       |                                         |                                                | Edda Sif Pálsdóttir  | [ 94 ]  |
| Israël      | Aroutz 1                                             | Aroutz 1                                | Aroutz 1                                       | Ofer Nachshon        | [ 95 ]  |
| Israël      | Diffusion sous-titrée en hébreu                      |                                         |                                                | Ofer Nachshon        | [ 95 ]  |
| Israël      | Aroutz 33                                            |                                         |                                                | Ofer Nachshon        | [ 95 ]  |
| Israël      | Diffusion sous-titrée en arabe                       |                                         |                                                | Ofer Nachshon        | [ 95 ]  |
| Italie      | Rai 4                                                | Rai 4                                   | Rai 1                                          | Federico Russo       | [ 96 ]  |
| Italie      | Marco Ardemagni et Filippo Solibello                 | Marco Ardemagni et Filippo Solibello    | Federico Russo et Valentina Correani           | Federico Russo       | [ 96 ]  |
| Italie      | Rai Radio 2                                          |                                         |                                                | Federico Russo       | [ 96 ]  |
| Italie      | Marco Ardemagni et Filippo Solibello                 |                                         |                                                | Federico Russo       | [ 96 ]  |
| Lettonie    | LTV1                                                 | LTV1                                    | LTV1                                           | Markus Riva          | [ 97 ]  |
| Lettonie    | Valters Frīdenbergs et Toms Grēviņš                  |                                         |                                                | Markus Riva          | [ 97 ]  |
| Lituanie    | LRT Televizija                                       | LRT Televizija                          | LRT Televizija                                 | Ugnė Galadauskaitė   | [ 98 ]  |
| Lituanie    | Darius Užkuraitis                                    |                                         |                                                | Ugnė Galadauskaitė   | [ 98 ]  |
| Macédoine   | (mk) MRT 1, MRT Sat                                  | (mk) MRT 1, MRT Sat                     | (mk) MRT 1, MRT Sat                            | Marko Mark           | [ 99 ]  |
| Macédoine   | Karolina Petkovska                                   |                                         |                                                | Marko Mark           | [ 99 ]  |
| Macédoine   | (sq) MRT 2, MRT 2 Sat                                |                                         |                                                | Marko Mark           | [ 99 ]  |
| Macédoine   | Inconnu                                              |                                         |                                                | Marko Mark           | [ 99 ]  |
| Malte       | TVM                                                  | TVM                                     | TVM                                            | Julia Zahra          | [ 100 ] |
| Malte       | Corazon Mizzi                                        |                                         |                                                | Julia Zahra          | [ 100 ] |
| Moldavie    | Moldova 1                                            | Moldova 1                               | Moldova 1                                      | Olivia Fortuna       | [ 75 ]  |
| Moldavie    | Inconnu                                              |                                         |                                                | Olivia Fortuna       | [ 75 ]  |
| Monténégro  | TVCG 2                                               | TVCG 2                                  | TVCG 2                                         | Nataša Sotra         | [ 101 ] |
| Monténégro  | Dražen Bauković and Tamara Ivanković                 |                                         |                                                | Nataša Sotra         | [ 101 ] |
| Norvège     | NRK1                                                 | NRK1                                    | NRK1                                           | Margrethe Røed       | [ 102 ] |
| Norvège     | Olav Viksmo-Slettan                                  |                                         |                                                | Margrethe Røed       | [ 102 ] |
| Norvège     | Non diffusées                                        | Non diffusées                           | NRK P1                                         | Margrethe Røed       | [ 103 ] |
| Norvège     | Non diffusées                                        | Non diffusées                           | Ole Christian Øen                              | Margrethe Røed       | [ 103 ] |
| Norvège     | Non diffusées                                        | Non diffusées                           | NRK3                                           | Margrethe Røed       | [ 104 ] |
| Norvège     | Non diffusées                                        | Non diffusées                           | Ronny Brede Aase, Silje Nordnes et Markus Neby | Margrethe Røed       | [ 104 ] |
| Pays-Bas    | NPO 1, BVN, NPO Radio 2                              | NPO 1, BVN, NPO Radio 2                 | NPO 1, BVN, NPO Radio 2                        | Edsilia Rombley      | ,       |
| Pays-Bas    | Jan Smit et Cornald Maas                             |                                         |                                                | Edsilia Rombley      | ,       |
| Pologne     | TVP 1                                                | TVP 1                                   | TVP 1                                          | Ola Ciupa            | [ 107 ] |
| Pologne     | Artur Orzech                                         |                                         |                                                | Ola Ciupa            | [ 107 ] |
| Portugal    | RTP1, RTP Internacional, RTP África                  | RTP1, RTP Internacional, RTP África     | RTP1, RTP Internacional, RTP África            | Suzy                 | [ 108 ] |
| Portugal    | Hélder Reis et Ramon Galarza                         |                                         |                                                | Suzy                 | [ 108 ] |
| Tchéquie    | ČT art                                               | ČT art                                  | ČT1                                            | Daniela Pisarovicova | [ 109 ] |
| Tchéquie    | Aleš Háma                                            |                                         |                                                | Daniela Pisarovicova | [ 109 ] |
| Roumanie    | TVR1, TVR HD, TVR International                      | TVR1, TVR HD, TVR International         | TVR1, TVR HD, TVR International                | Sonia Argint-Ionescu | ,       |
| Roumanie    | Bogdan Stănescu                                      |                                         |                                                | Sonia Argint-Ionescu | ,       |
| Royaume-Uni | BBC Four                                             | BBC Four                                | BBC One                                        | Nigella Lawson       | ,       |
| Royaume-Uni | Scot Mills et Mel Giedroyc                           | Scot Mills et Mel Giedroyc              | Graham Norton                                  | Nigella Lawson       | ,       |
| Royaume-Uni | BBC Radio 2                                          |                                         |                                                | Nigella Lawson       | ,       |
| Royaume-Uni | Ana Matronic                                         | Ana Matronic                            | Ken Bruce                                      | Nigella Lawson       | ,       |
| Russie      | Pervy Kanal                                          | Pervy Kanal                             | Pervy Kanal                                    | Dmitry Shepelev      | [ 115 ] |
| Russie      | Yuriy Aksyuta et Iana Tchourikova                    |                                         |                                                | Dmitry Shepelev      | [ 115 ] |
| Saint-Marin | San Marino RTV                                       | San Marino RTV                          | San Marino RTV                                 | Valentina Monetta    | [ 116 ] |
| Saint-Marin | Lia Fiorio et Gigi Restivo                           |                                         |                                                | Valentina Monetta    | [ 116 ] |
| Serbie      | RTS 1, RTS HD, RTS SAT                               | RTS 2, RTS SAT                          | RTS 1, RTS HD, RTS SAT                         | Maja Nikolić         | [ 117 ] |
| Serbie      | Duška Vučinić                                        | Silvana Grujić                          | Duška Vučinić                                  | Maja Nikolić         | [ 117 ] |
| Slovénie    | RTV SLO2                                             | RTV SLO2                                | RTV SLO1                                       | Tinkara Kovač        | [ 118 ] |
| Slovénie    | Andrej Hofer                                         |                                         |                                                | Tinkara Kovač        | [ 118 ] |
| Suède       | SVT1                                                 | SVT1                                    | SVT1                                           | Mariette Hansson     | [ 119 ] |
| Suède       | Sanna Nielsen et Edward af Sillén                    |                                         |                                                | Mariette Hansson     | [ 119 ] |
| Suède       | SR P4                                                | SR P4                                   | SR P4                                          | Mariette Hansson     | [ 120 ] |
| Suède       | Carolina Norén et Ronnie Ritterland                  |                                         |                                                | Mariette Hansson     | [ 120 ] |
| Suisse      | (de) SRF zwei                                        | (de) SRF zwei                           | (de) SRF 1                                     | Laetitia Guarino     | [ 121 ] |
| Suisse      | Sven Epiney                                          |                                         |                                                | Laetitia Guarino     | [ 121 ] |
| Suisse      | (fr) RTS Deux                                        | (fr) RTS Deux                           | (fr) RTS Un                                    | Laetitia Guarino     | [ 122 ] |
| Suisse      | Jean-Marc Richard et Nicolas Tanner                  |                                         |                                                | Laetitia Guarino     | [ 122 ] |
| Suisse      | (it) RSI La 2                                        | (it) RSI La 2                           | (it) RSI La 1                                  | Laetitia Guarino     | [ 123 ] |
| Suisse      | Clarissa Tami et Paolo Meneguzzi                     |                                         |                                                | Laetitia Guarino     | [ 123 ] |

### Dans les autres pays
| Pays             | Diffuseur et commentateur(s)              | Diffuseur et commentateur(s) | Diffuseur et commentateur(s)                 | Réf.    |
| Pays             | Première demi-finale                      | Deuxième demi-finale         | Finale                                       | Réf.    |
| ---------------- | ----------------------------------------- | ---------------------------- | -------------------------------------------- | ------- |
| Bulgarie         | Non diffusées                             | Non diffusées                | BNT 1                                        | [ 124 ] |
| Bulgarie         | Non diffusées                             | Non diffusées                | Elena Rosberg et Georgi Kushvaliev           | [ 124 ] |
| Canada           | OutTV                                     | OutTV                        | OutTV                                        | [ 125 ] |
| Canada           | Tommy D. et Adam Rollins                  |                              |                                              | [ 125 ] |
| Chine            | Hunan Télévision                          | Hunan Télévision             | Hunan Télévision                             | [ 126 ] |
| Chine            | Kubert Leung et Wu Zhoutong               |                              |                                              | [ 126 ] |
| Nouvelle-Zélande | BBC UKTV                                  | BBC UKTV                     | BBC UKTV                                     | [ 127 ] |
| Nouvelle-Zélande | Pas de commentaires                       |                              |                                              | [ 127 ] |
| Slovaquie        | Non diffusées                             | Non diffusées                | Rádio FM                                     | [ 128 ] |
| Slovaquie        | Non diffusées                             | Non diffusées                | Daniel Baláž, Pavol Hubinák et Juraj Malíček | [ 128 ] |
| Ukraine          | Pershyi                                   | Pershyi                      | Pershyi                                      | [ 129 ] |
| Ukraine          | Timur Miroshnychenko et Tetiana Terekhova |                              |                                              | [ 129 ] |

### Audiences
Le Concours atteint, en 2015, 197 000 000 de téléspectateurs. Le nombre de téléspectateurs augmente ainsi de 2 000 000 par rapport à l'édition précédente. Le tableau ci-dessous résume les audiences dans différents pays diffuseurs :
| Pays                          | Part d'audience | Téléspectateurs |
| ----------------------------- | --------------- | --------------- |
| Allemagne                     | 34 %            | 8 110 000       |
| Australie                     | NC              | 592 000         |
| Autriche                      | 60 %            | 1 599 167       |
| Belgique Communauté flamande  | 59,5 %          | 1 246 367       |
| Belgique Communauté française | 43,4 %          | 527 171         |
| Danemark                      | NC              | 814 000         |
| Espagne                       | 41,2 %          | 6 201 695       |
| France                        | 27,6 %          | 4 412 000       |
| Islande                       | 95,5 %          | NC              |
| Italie                        | 16,3 %          | 3 292 000       |
| Pays-Bas                      | 36,8 %          | 1 970 000       |
| Pologne                       | 39,8 %          | 4 747 000       |
| Portugal                      | 13,2 %          | 503 500         |
| Royaume-Uni                   | 35,8 %          | 6 640 000       |
| Suède                         | 86,5 %          | 3 280 000       |

### Eurovision Song Contest's Greatest Hits
Le Eurovision Song Contest's Greatest Hits est un événement commémoratif du soixantième anniversaire du concours, réunissant des artistes et chansons plus ou moins anciennes du concours, organisé par l'UER et la BBC. Il a été enregistré le 31 mars 2015 et diffusé en différé dans divers pays européens et en Australie.
En France, il est diffusé sur France 2 le 21 mai 2015 à 1 h. Virginie Guilhaume, porte-parole de la France au concours 2015, en assure les commentaires.